# Achi Baba

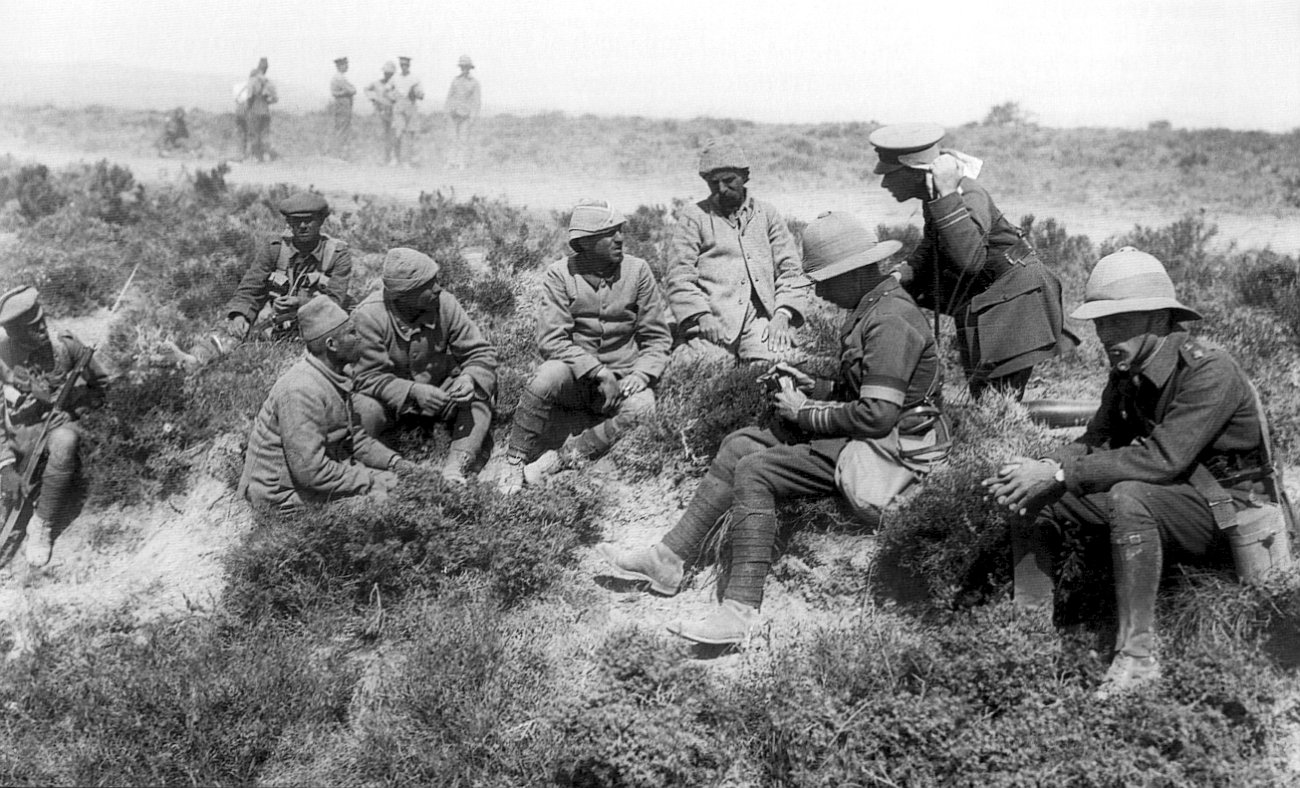
Interrogación de oficiales otomanos durante la tercera batalla de Krinthia en las cercanías de Achi Baba.

Achi Baba (en turco: Alçıtepe) es una elevación que domina toda la península de Galípoli en la provincia de Çanakkale, en Turquía. Achi Baba fue la posición de defensa principal del Imperio otomano durante la batalla de Galípoli, en el marco de la Primera Guerra Mundial.
El comandante en jefe de la Fuerza Expedicionaria del Mediterráneo (en inglés Mediterranean Expeditionary Force), Ian Hamilton marcó la captura de Achi Baba como una prioridad durante el desembarco aliado en el Cabo Helles el 25 de abril de 1915.
Hubo un total de cuatro intentos separados por parte de los aliados para tomar Achi Baba y el pueblo próximo de Krithia entre abril y julio de 1915, pero la elevación se mantuvo en posesión turca por toda la duración de la campaña.